# Rhyacophila verrula
Rhyacophila verrula är en nattsländeart som beskrevs av Milne 1936. Rhyacophila verrula ingår i släktet Rhyacophila och familjen rovnattsländor. Inga underarter finns listade i Catalogue of Life.